# Грумо-Аппула
Грумо-Аппула (итал. Grumo Appula) — коммуна в Италии, располагается в регионе Апулия, в провинции Бари.
Население составляет 13 007 человек (2008 г.), плотность населения составляет 162 чел./км². Занимает площадь 80 км². Почтовый индекс — 70025. Телефонный код — 080.
Покровителями коммуны почитаются Пресвятая Богородица (Maria SS. di Monteverde), празднование в последнее воскресение мая, San Rocco.

## Демография
Динамика населения:

## Известные уроженцы
- Вентола, Никола, футболист

## Администрация коммуны
- Официальный сайт: